# Lac Kakinwapiskak
Lac Kakinwapiskak är en sjö i Kanada.   Den ligger i regionen Lanaudière och provinsen Québec, i den sydöstra delen av landet, 240 km nordost om huvudstaden Ottawa. Lac Kakinwapiskak ligger 446 meter över havet. Arean är 0,48 kvadratkilometer. Den sträcker sig 1,9 kilometer i nord-sydlig riktning, och 0,9 kilometer i öst-västlig riktning.
I omgivningarna runt Lac Kakinwapiskak växer i huvudsak blandskog. Trakten runt Lac Kakinwapiskak är nära nog obefolkad, med mindre än två invånare per kvadratkilometer.